# Лянцкоронский, Станислав (староста)
Станислав Лянцкоронский из Бжозува (пол. Stanisław Lanckoroński; (около 1465 — ум. до 21 октября 1535) — государственный деятель Королевства Польского XV—XVI века, королевский дворянин, сандомирский подчаший с 1497 , маршалок надворный (1503—1504), генеральный староста каменецкий (1510—1535), староста скальский (1515—1535), воевода подольский (1530—1533) и сандомирский (1533—1535).
Происходил из аристократического рода западно-русских шляхтичей герба Задора. Сын одного из самых богатых магнатов Малой Польши XV века — Станислава Лянцкоронского, владельца Бжозува, Ланцкороны и Владислава.